# Rudeni (Mihăești), Argeș
Rudeni este un sat în comuna Mihăești din județul Argeș, Muntenia, România.